# (2667) Oikawa
(2667) Oikawa est un astéroïde de la ceinture principale.

## Description
(2667) Oikawa est un astéroïde de la ceinture principale. Il fut découvert le 30 octobre 1967 à Bergedorf par Luboš Kohoutek. Il présente une orbite caractérisée par un demi-grand axe de 3,24 UA, une excentricité de 0,18 et une inclinaison de 2,2° par rapport à l'écliptique.

## Compléments